# Melchnau
Melchnau es una comuna suiza del cantón de Berna, situada en el distrito administrativo de Alta Argovia. Limita al norte con las comunas de Langenthal, Pfaffnau (LU) y Altbüron (LU), al este con Grossdietwil (LU), al sur con Gondiswil y Reisiswil, y al oeste con Madiswil y Busswil bei Melchnau.
Hasta el 31 de diciembre de 2009 situada en el distrito de Aarwangen.

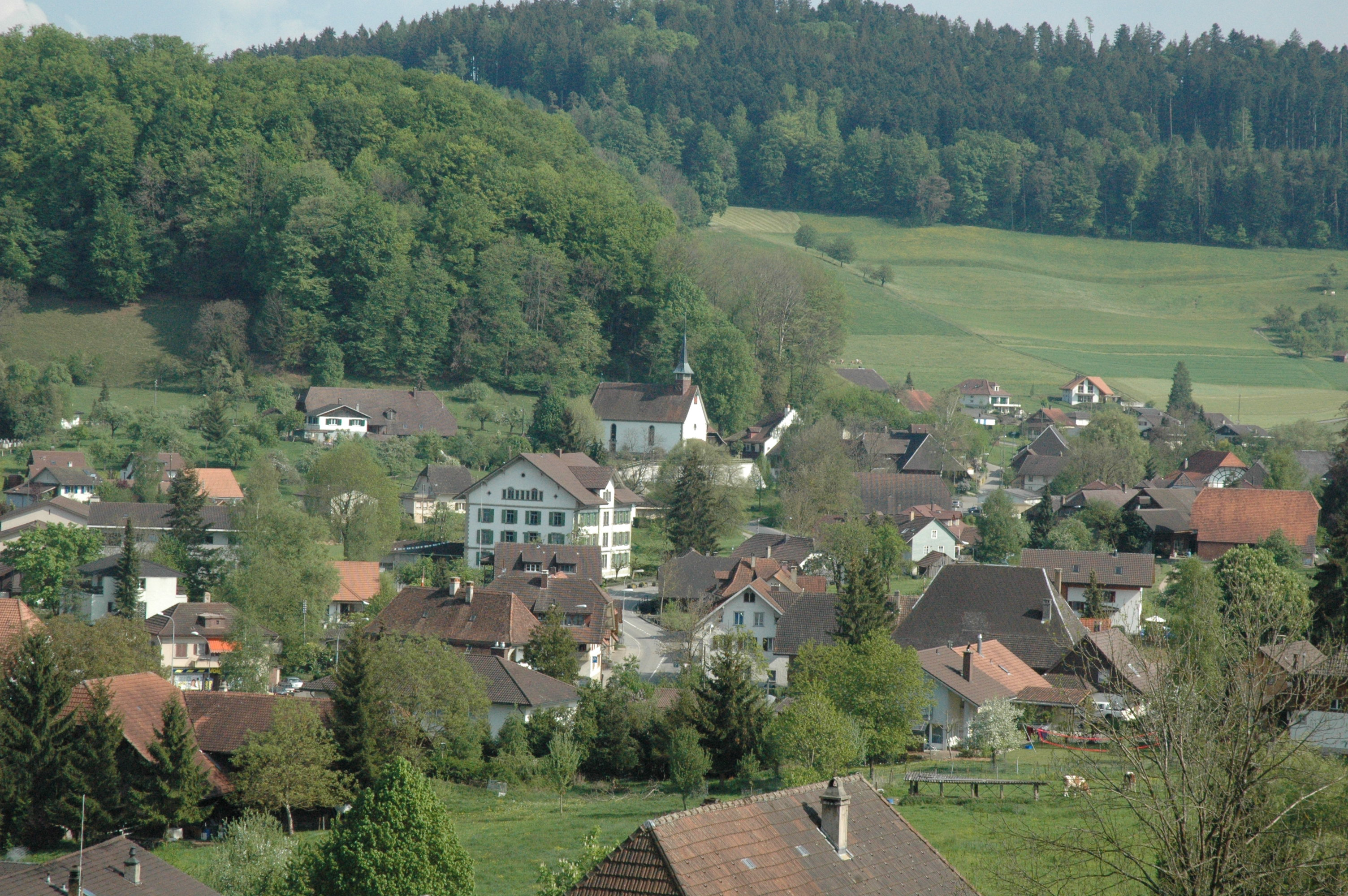
Vista de Melchnau.